# Црква Светог великомученика Георгија у Тузли
Црква Светог великомученика Георгија је српска православна црква која се налази у Тузли. Припада митрополији дабробосанској, епархији зворничко-тузланској, посвећена је Светом Георгију, а изграђена 1900. године.

## Опште информације
Црква се налази на брду на локалитету Трновац у Тузли, на надморској висини од 292 м, удаљена је 860 м ваздушном линијом североисточно од пешачке зоне Тузле, односно 250 м од болничког комплекса на Градини. Заједно са гробљем налази се на површини од око 35,7 хектара. Изграђена је на мањем заравњеном платоу, на врху брда.
Заједно са гробљем, 29 фресака, иконостасом и 17 икона, црква је на седници одржаној од 7. до 13. јула 2009. године проглашена националним спомеником Босне и Херцеговине.
Црква има триконхалну основу са уписаним крстом, а припада типу једнобродне цркве са припратом, наосом, олтарским простором и хорском галеријом. Оријентисана је у правцу исток-запад, ширине је 9,46 м, а дужине 11,61 м. Зидови цркве дебели су око 65 цм, а малтерисани са обе стране. У цркви се истичу трокрако прилазно степениште, предворје цркве, хорске галерије, конхе, иконостасна преграда и олтарски простор.
Гробље које се налази уз цркву површине је 35.689 м2. Од настанка па до данас, црква је под управом и власништвом Српске православне цркве. Гробље се континуирано користи од 18. века, али верује се да је старије, јер је најстарији надгробни споменик из 1800. године. На гробљу се налази 50 надгробних споменика. Црква је грађена у стиловима као што су историцизам, српска сакрална архитектура и у моравском стилу.

## Историјат
Црква Светог великомученика Георгија направљен је 1900. године, а задужбина је имућне породице Јовановић (браћа Јово, Перо и Лазо) из Доње Тузле. Темељи за грађу цркве постављени су 2. августа 1899. године на празник Светог Илије пророка, а градња је завршена 14. октобра 1900. године, на празник Покрова Пресвете Богородице. Цркву је освештао митрополит епархија зворничко-тузланске Григорије Живковић и посветио је великомученику Георгију, а Богородичин Покров је црквена слава.
О подизању и освећењу цркве сведоче два натписа која су исклесана у камену. Један се налази у цркви, десно од улазних врата, а други на зиду источне конхе, такође са десне стране. На првом се на ћириличном писму налази доказ о задужбинарима храма и години изградње, а на другом који је уклесан 1882. године на ћирилици пише: 

„Овде у ладном гробу/почивају смртни/остатци/Ристе Јовановића/ово-месног трговца/и житеља, који поживи/75. љета, а сахрањен/на Вел. петак 26. марта/1882. године./Из оданости према/своме родитељу/благодарни синови/Јово, Перо и Лазо/подигоше му овај споменик./1882”

Ентеријер храма је током Другог светског рата девастиран неколико пута. Након завршетка рата радила се детаљна обнова, која је укључила живописање храма, израду иконостаса и осталог црквеног мобилијара. Иконописање на зидовима храма радио је иконописац Драган Бјелогрлић из Новог Сада од 1980. до 1981. године. Током Рата у Босни и Херцеговини, на цркви је 1992. године оштећен кров, који је убрзо саниран. Током 2014. године храм је неколико пута оскрнављен. Црква је обновљена 2015. године, извршени су санациони и хидроизолаторски радови, уређени ентеријер, црквена порта, прилаз, постављена нова расвета, видео надзор и плочници.